# العلاقات الأسترالية الليختنشتانية
العلاقات الأسترالية الليختنشتانية هي العلاقات الثنائية التي تجمع بين أستراليا وليختنشتاين.

## مقارنة بين البلدين
هذه مقارنة عامة ومرجعية للدولتين:
| وجه المقارنة                                              | أستراليا                                   | ليختنشتاين                                 |
| --------------------------------------------------------- | ------------------------------------------ | ------------------------------------------ |
| المساحة (كم2)                                             | 7.69 مليون                                 | 16                                         |
| عدد السكان (نسمة)                                         | 24.51 مليون                                | 37.47 ألف                                  |
| الكثافة السكانية (ن./كم²)                                 | 3.19                                       | 234.19 ألف                                 |
| العاصمة                                                   | كانبرا، ملبورن                             | فادوتس                                     |
| اللغة الرسمية                                             | لغة إنجليزية                               | اللغة الألمانية                            |
| العملة                                                    | دولار أسترالي، جنيه إسترليني، جنيه أسترالي | فرنك سويسري                                |
| الناتج المحلي الإجمالي (بليون دولار)                      | 1.32 تريليون                               | 6.29 مليار                                 |
| الناتج المحلي الإجمالي (تعادل القوة الشرائية) بليون دولار | 1.10 تريليون                               |                                            |
| الناتج المحلي الإجمالي الاسمي للفرد دولار أمريكي          | 56.31 ألف                                  |                                            |
| الناتج المحلي الإجمالي للفرد دولار أمريكي                 | 45.92 ألف                                  |                                            |
| مؤشر التنمية البشرية                                      | 0.939                                      | 0.908                                      |
| رمز المكالمات الدولي                                      | +61                                        | +423                                       |
| رمز الإنترنت                                              | .au                                        | .li                                        |
| المنطقة الزمنية                                           |                                            | توقيت وسط أوروبا، ت ع م+01:00، ت ع م+02:00 |

## منظمات دولية مشتركة
يشترك البلدان في عضوية مجموعة من المنظمات الدولية، منها:
| علم المنظمة | اسم المنظمة                           | تاريخ انضمام أستراليا | تاريخ انضمام ليختنشتاين |
| ----------- | ------------------------------------- | --------------------- | ----------------------- |
|             | الاتحاد البريدي العالمي               | ?                     | ?                       |
|             | الاتحاد الدولي للاتصالات              | 27 مايو 1878          | 25 يوليو 1963           |
|             | منظمة حظر الأسلحة الكيميائية          | ?                     | ?                       |
|             | منظمة التجارة العالمية                | ?                     | ?                       |
|             | منظمة الشرطة الجنائية الدولية         | ?                     | ?                       |
|             | الأمم المتحدة                         | 1 نوفمبر 1945         | 18 سبتمبر 1990          |
|             | البنك الأوروبي لإعادة البناء والتنمية | ?                     | ?                       |

## وصلات خارجية
- موقع وزارة الخارجية الأسترالية